# Altes Sudenburger Tor

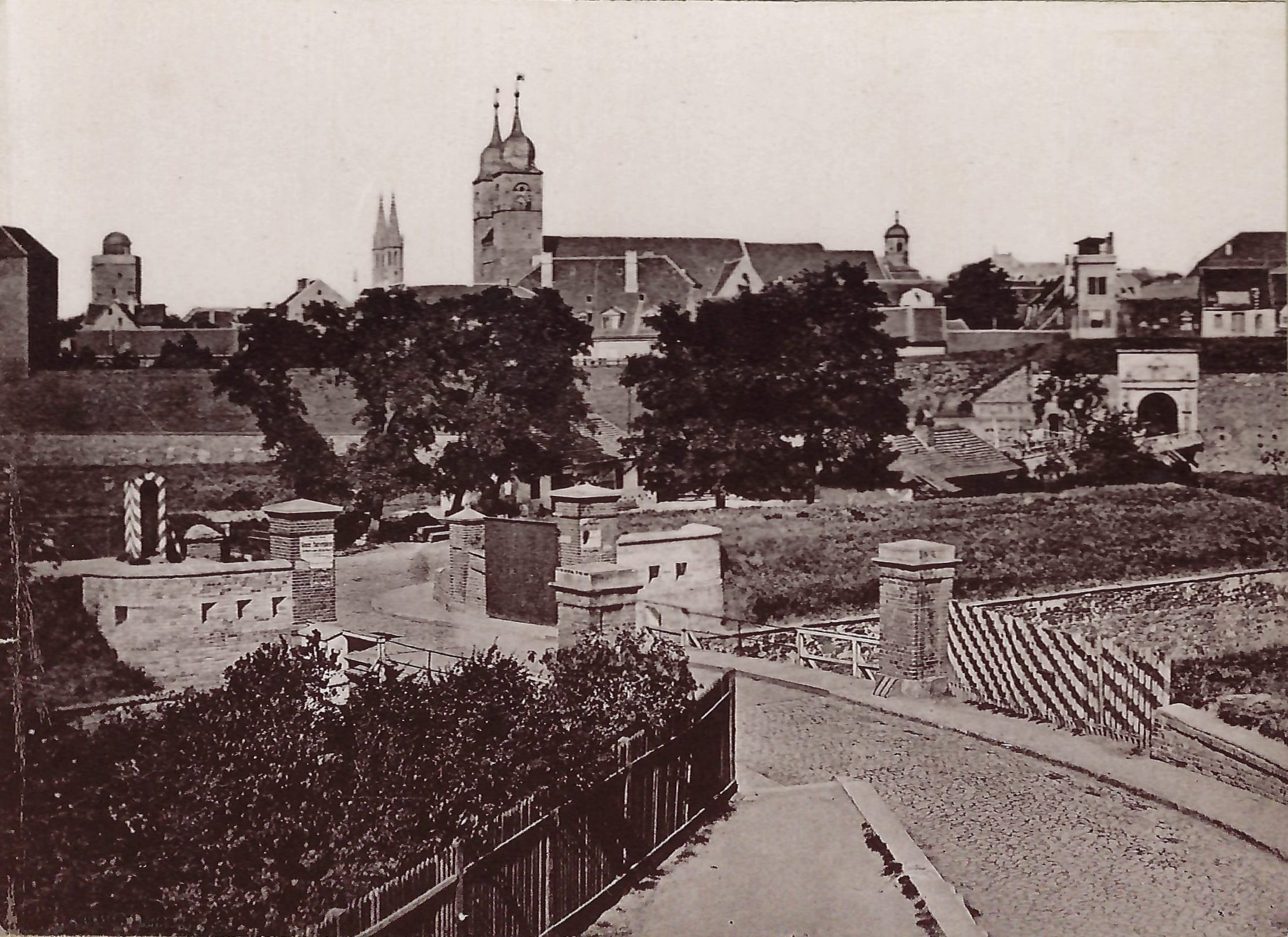
Blick von Süden auf die Toranlage inklusive Vortor, um 1870

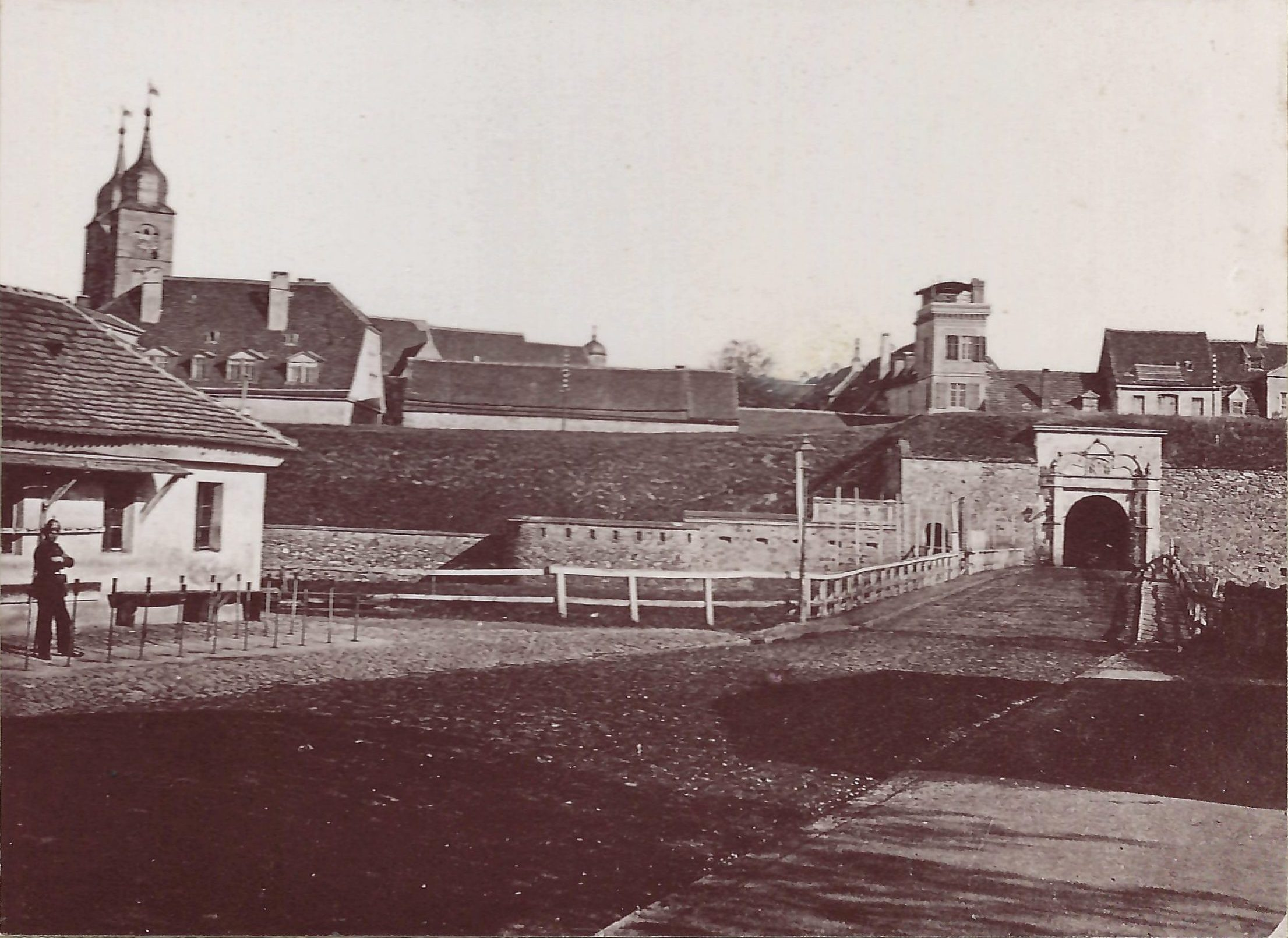
Sudenburger Tor mit Wachhaus (links)

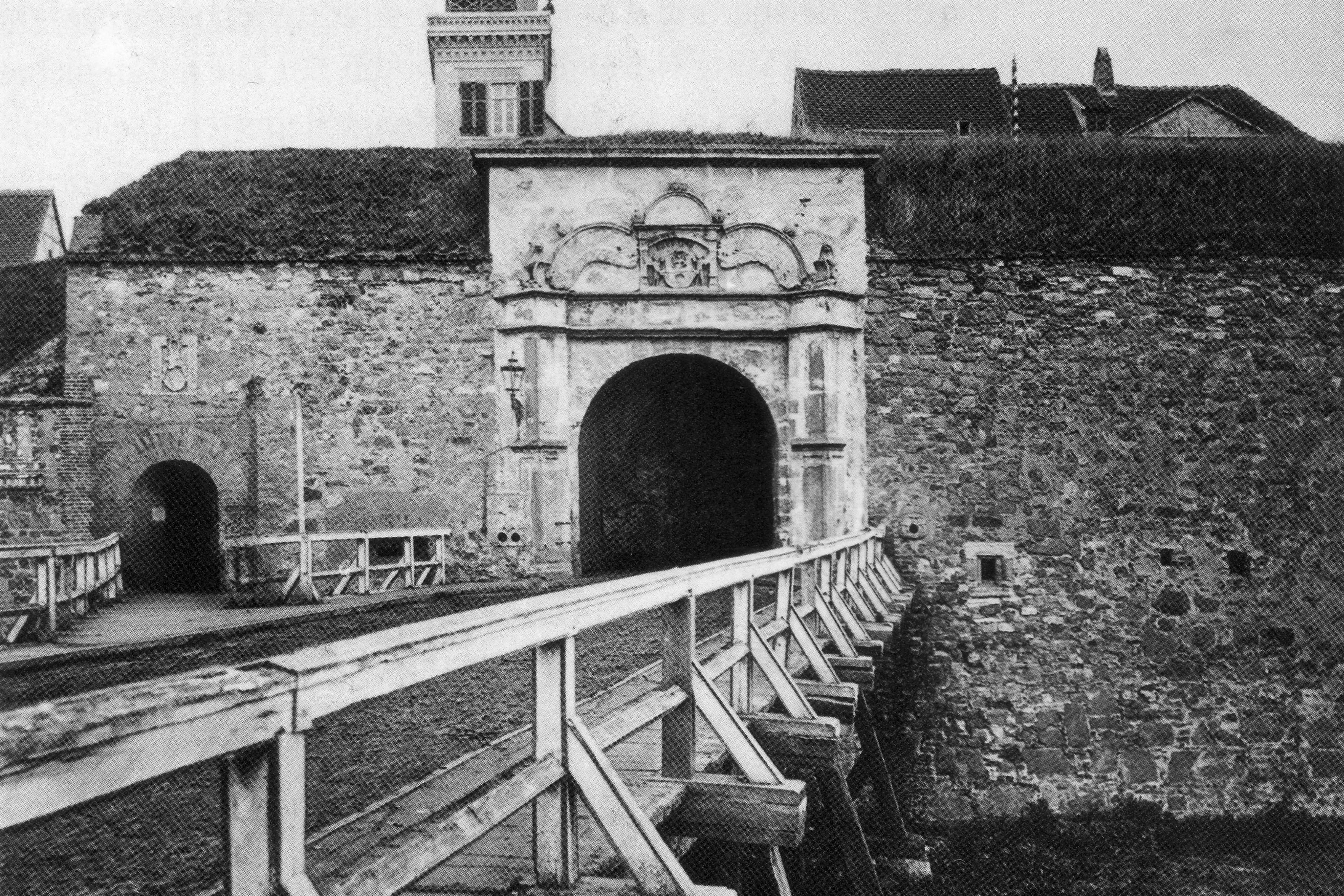
Haupttor, um 1870

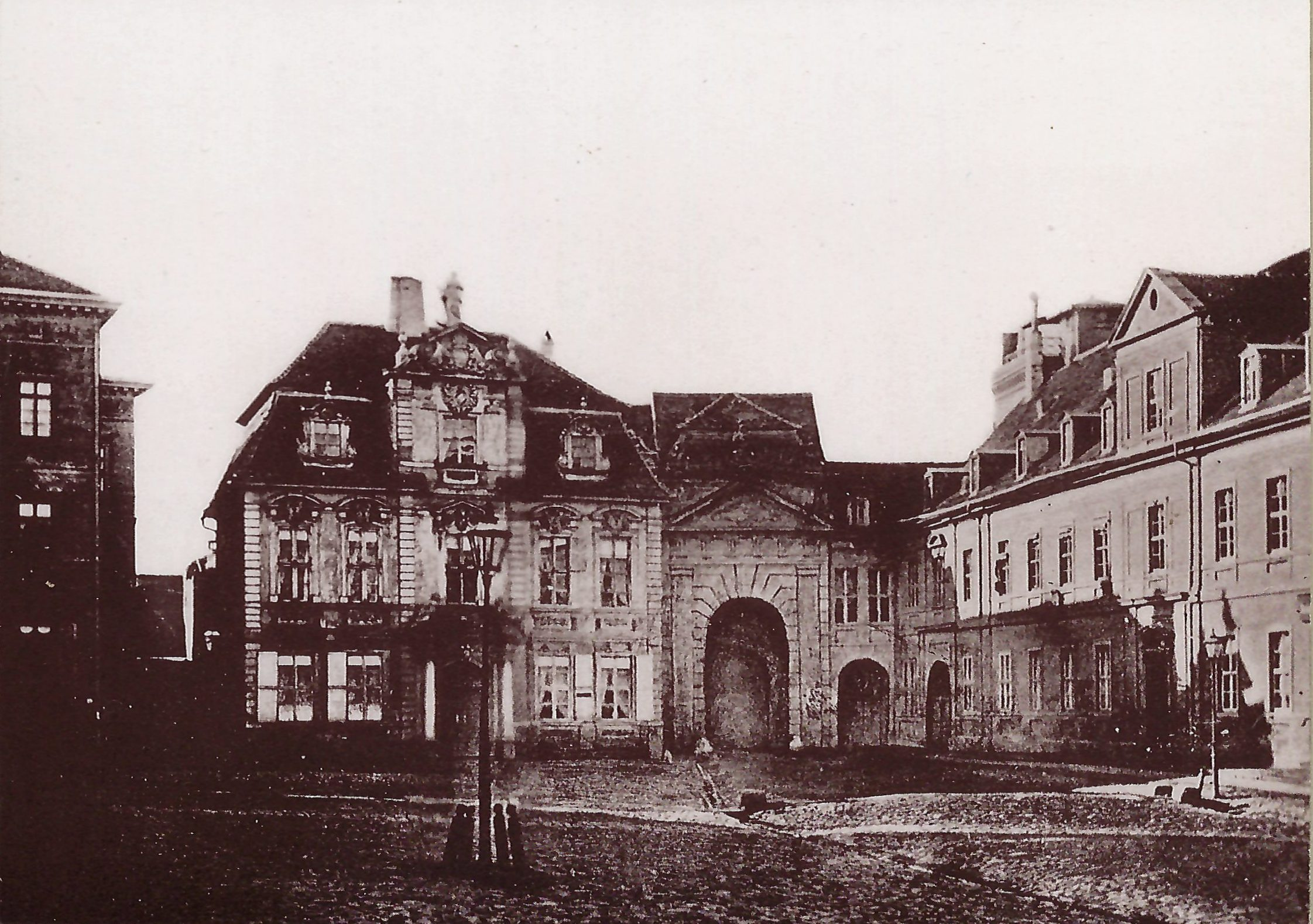
Blick von Norden auf die Stadtseite, links des Tores das Lilienströmsche Haus

Das Alte Sudenburger Tor war ein Straßentor der Festung Magdeburg im heutigen Sachsen-Anhalt. Es diente als Durchlass für den Verkehr zwischen Magdeburg und Sudenburg. Freigelegte geringe bauliche Reste des Fundaments stehen unter Denkmalschutz.

## Lage
Die heute nur in geringen Resten erhaltene Toranlage überspannte den Breiten Weg und bildete den südlichen Hauptzugang zur Magdeburger Altstadt. Die erhaltenen Teile befinden sich westlich des Breiten Wegs, nördlich der Kreuzung mit der Danzstraße.

## Geschichte
Die Anlage des Tors erfolgte im Zusammenhang mit der Schaffung des Breiten Wegs im 12. Jahrhundert. Im Bruchsteinmauerwerk wurde als zierendes Element eine Fugenritzung im Stil der Pietra Rasa gefunden, die auf die Zeit der Spätromanik zurückgeht. Es entstand eine spätmittelalterliche Anlage mit Turm, Torhaus und zwei nebeneinander liegenden Tordurchfahrten als Ein- bzw. Ausfahrt. Im Jahr 1546 erfolgte ein Neubau. Vermutlich aus militärischen Gründen wurde eine der Durchfahrten verschlossen. Aus Bruchsteinen wurde ein breitgelagertes Torhaus mitsamt einer gewölbten Tordurchfahrt erbaut. Außerdem entstand eine über den Graben führende Brücke. Das Sudenburger Tor galt als frühestes Beispiel eines Renaissancebaus in Magdeburg. Da es bei der Zerstörung der Stadt im Jahr 1631 erhalten blieb, war es, bis zu seinem Abriss, auch eines der ganz wenigen baulichen Zeugnisse in Magdeburg aus dieser Zeit.
Die Passage wurde wiederholt umgebaut. Ein umfassender Umbau fand, bedingt durch aufgetretene Bauschäden, 1773 statt. Dabei wurde auch die Tordurchfahrt verbreitert. Im 19. Jahrhundert kam es zu einem kleineren Umbau. Nach einem in der Durchfahrt zu Tode gekommenen Fußgänger, wurde dabei westlich der Durchfahrt eine gesonderte Fußgängerpassage angelegt.
Unmittelbar östlich des Tores befand sich auf der Stadtseite das Lilienströmsche Haus. In der ersten Hälfte des 19. Jahrhunderts wurde im Vorfeld des Tores ein Blockhaus zum besseren militärischen Schutz des Sudenburger Tores errichtet. Vor dem Tor befand sich die Steuer-Accise, in der die Schlacht- und Mahlsteuer erhoben wurde und die Sudenburger Torwache.

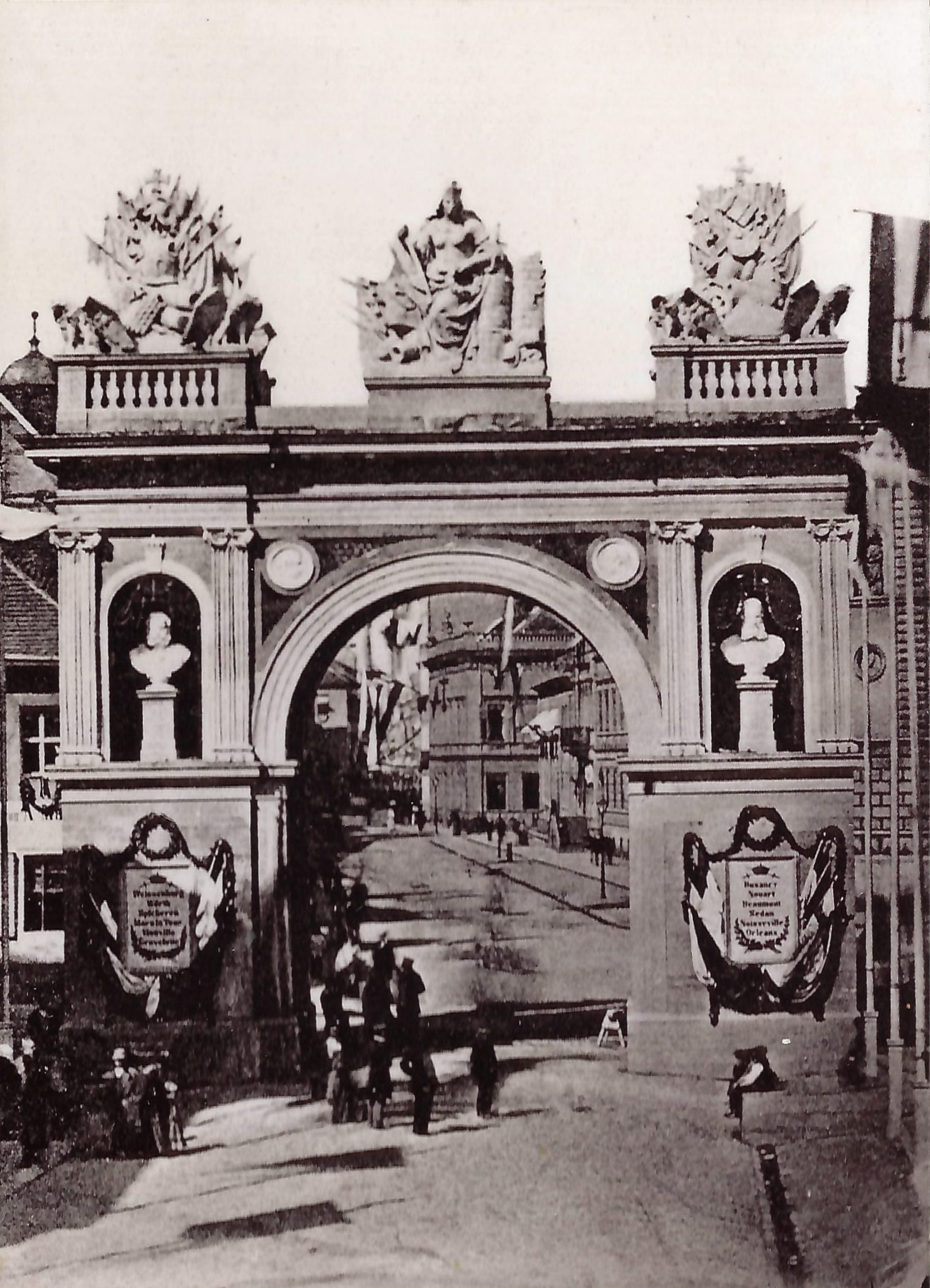
1871 weiter westlich provisorisch errichtetes Triumphtor

In den Jahren 1871/1872 wurde das Tor im Rahmen der nach Süden erfolgenden Stadterweiterung abgerissen. Andere Angaben nennen bereits das Jahr 1870. Deutlich weiter südlich entstand als Ersatz das Neue Sudenburger Tor. Durch die Verlagerung nach Süden wurde darüber hinaus als neues Tor auch das Buckauer Tor erforderlich. Der heute gebräuchlich Namenszusatz Altes ergab sich erst mit dem Neubau des neuen Tores, also erst unmittelbar in der Phase des Abrisses des Tores. Während des Abrisses endete 1871 der Deutsch-Französische Krieg. Um trotzdem einen würdigen Einzug der aus Richtung Buckau zurückkehrenden Truppen zu ermöglichen, wurde etwas weiter westlich, etwa im Bereich der heutigen Einmündung der Max-Josef-Metzger-Straße auf die Danzstraße, ein provisorisches Triumphtor errichtet.
Kurz vor dem Abbruch des Tores erfolgte eine fotografische Dokumentierung der Toranlage durch den Fotografen Georg Eduard von Flottwell, so dass das Erscheinungsbild des Tores durch Fotografien überliefert ist. Zur Erinnerung an das Tor wurde am heute jedoch nicht mehr bestehenden Gebäude Breiter Weg 213a eine Gedenktafel angebracht.

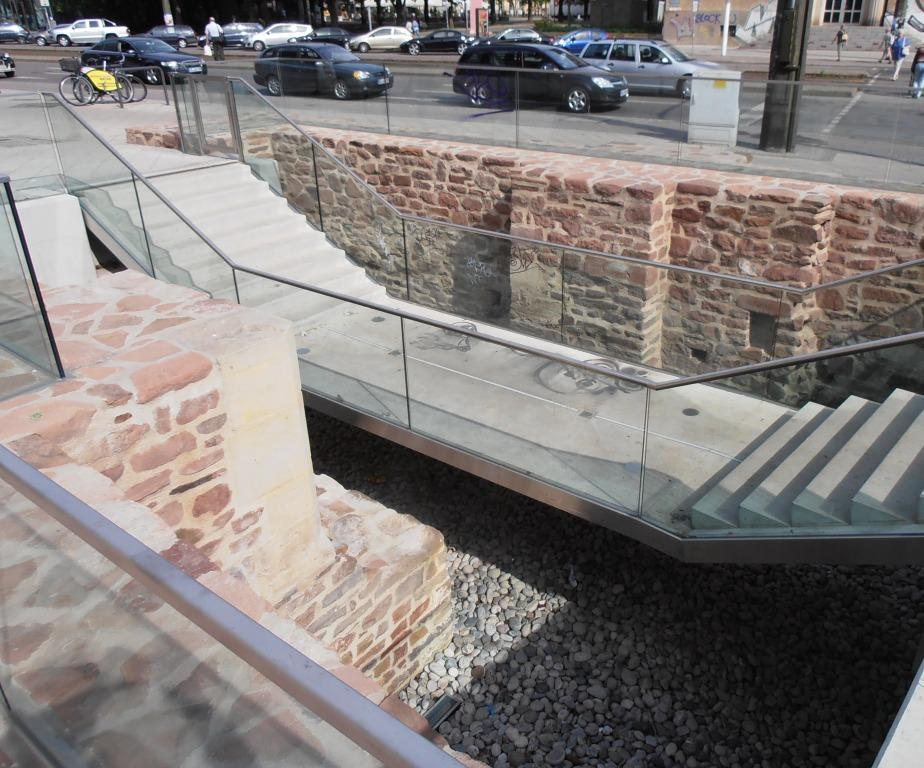
Blick von Westen auf die Fundamentreste, 2012

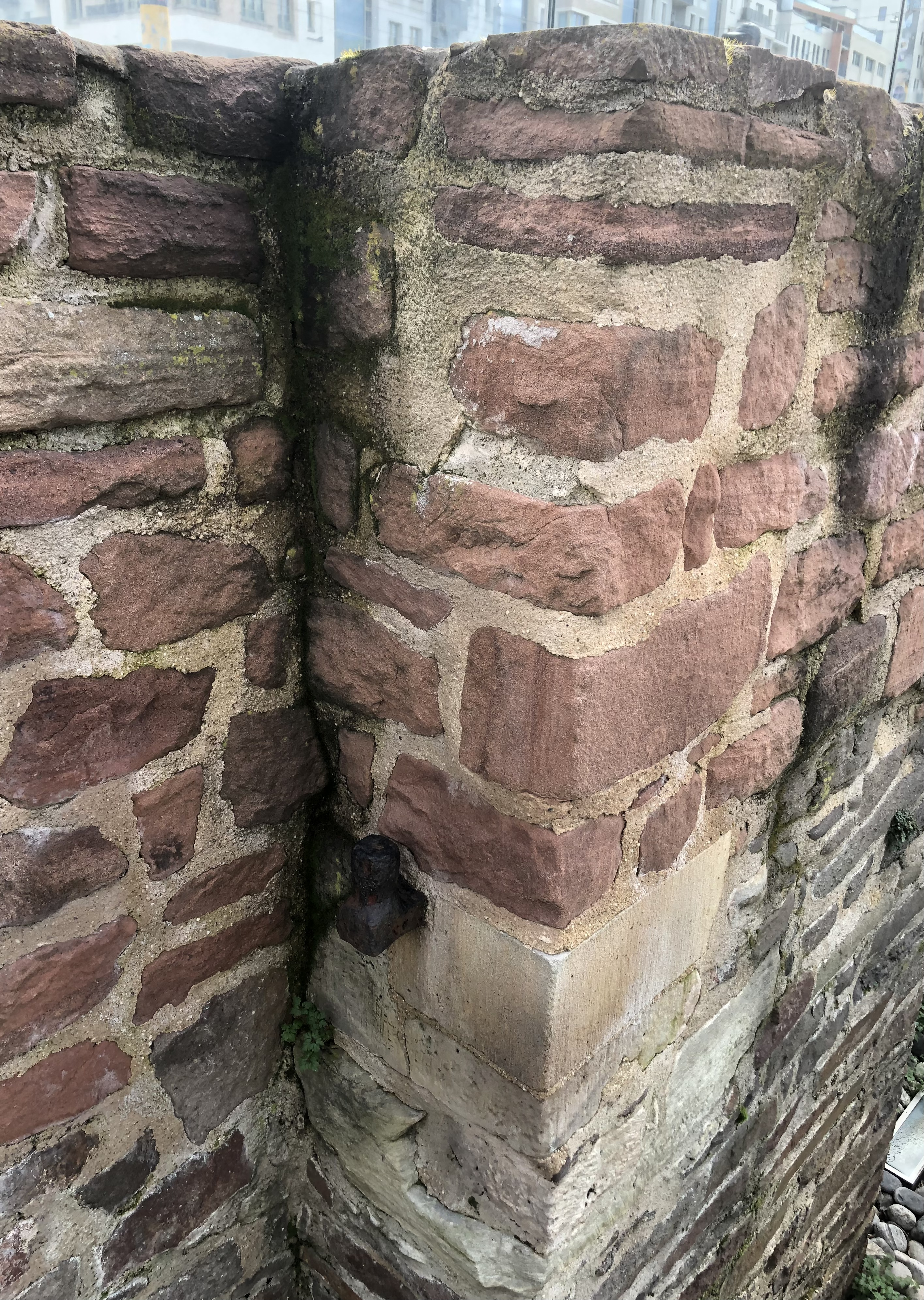
Torangel, 2023

Von 2008 bis 2011 wurden Reste der erhaltenen Fundamente des Alten Sudenburger Tores, konkret des stadtseitigen Torhauses und der angrenzenden Stadtmauer, archäologisch freigelegt, saniert und dauerhaft zugänglich gemacht. An der Ostseite ist eine der 1773 eingebauten Torangeln noch vorhanden. Durch eine eingebaute moderne Rampe ist es möglich, auf das barocke Straßenniveau von 1773 des ursprünglichen Tores hinabzugehen und auf dieser Ebene den Torbereich zu durchschreiten. An der Nordseite der entstandenen Grube sind die verschiedenen Höhen- und damit Zeithorizonte verdeutlicht.
Im Denkmalverzeichnis des Landes Sachsen-Anhalt ist die Toranlage unter der Erfassungsnummer 107 15017 als Baudenkmal verzeichnet.

## Architektur
Das Sudenburger Tor war als lange s-förmige gekrümmte Durchfahrt angelegt. Überspannt wurde die Durchfahrt von einem rippenlosen Zellengewölbe im Stil der Gotik. In der Mitte befand sich ein Lichtschacht, durch den eher notdürftig eine Beleuchtung und Belüftung erfolgte. Sowohl auf der Stadt- als auch auf der Feldseite öffnete sich die Durchfahrt in einem einfachen, runden und ungegliederten Torbogen. Während die nach Süden weisende Feldseite der Toröffnung bis zum Abriss weitgehend unverändert blieb, wurde auf der Stadtseite im Jahr 1773, anstelle eines dort zuvor befindlichen Turms ein Anbau vorgesetzt. Zum Teil vertretene Annahmen, dass es sich nicht nur um einen Anbau, sondern um einen Umbau des Tores selbst gehandelt habe, sind wohl unzutreffend. Das Tor auf der Südseite wurde von zwei Pfeilern gerahmt, die mit einer Ecke nach vorn vorstanden. Die Pfeiler waren mit rechteckigen, vertieften Feldern sowie Kehlen und Rundstäbchen verziert. Über der Tordurchfahrt verliefen in geringem Abstand zwei Gesimse, die auch durch die Pfeiler verliefen und die eine Art Fries bildeten. Oberhalb der Gesimse erhob sich ein halbkreisförmiger Giebel. Beiderseits schlossen sich Bögen mit darunter angeordneten Laubgewinde an. Über dem Halbkreis befand sich eine Stirnwand, die oben durch ein Gesims mit vorkragender Platte abgeschlossen wurde.

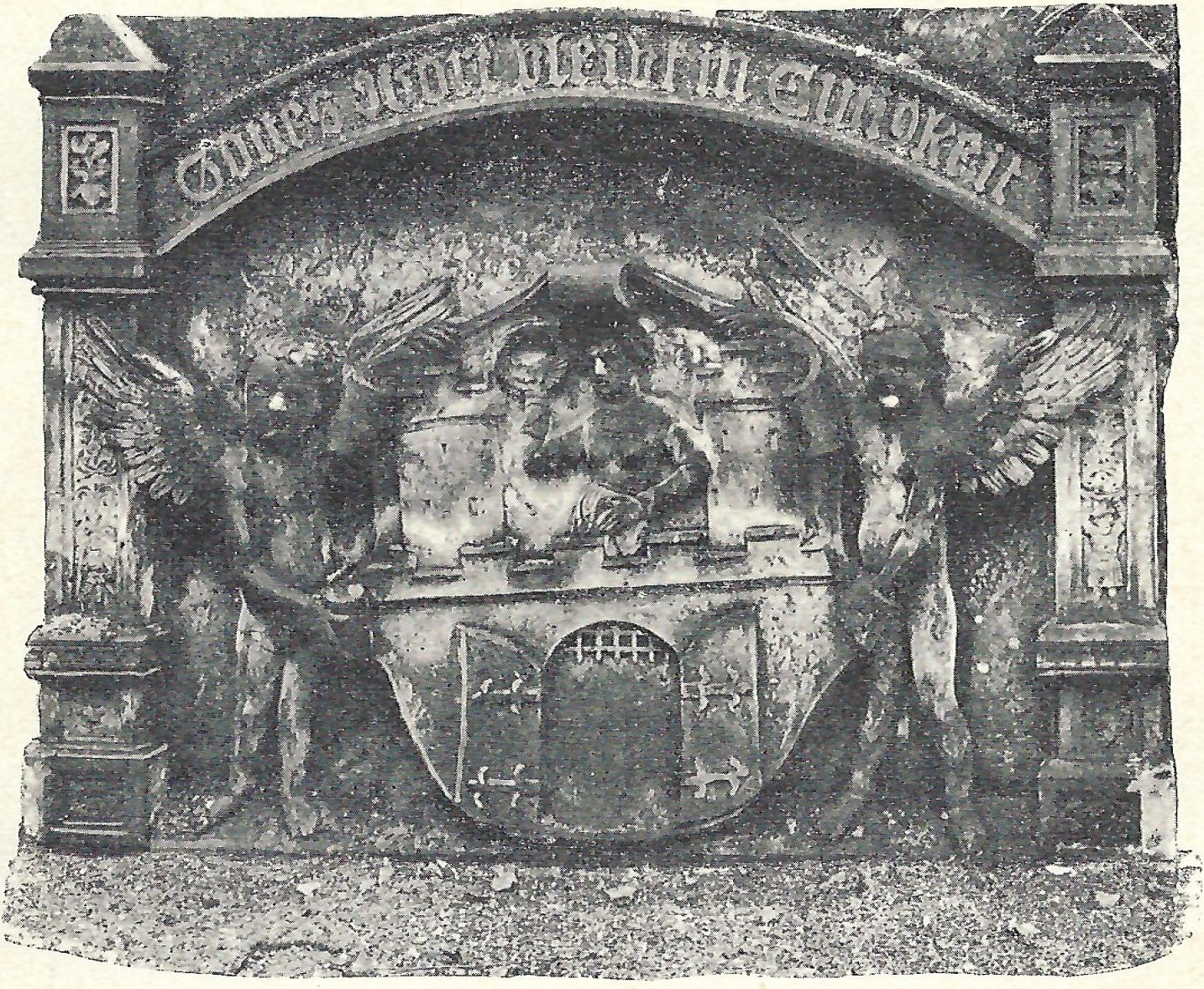
Relieftafel

Innerhalb des Giebels, mittig oberhalb der Durchfahrt, befand sich eine Relieftafel. Sie zeigte das von zwei Engeln gehaltene Wappen der Stadt Magdeburg und darüber den protestantischen Wahlspruch der Stadt Gottes Wort bleibt in Ewigkeit. Oberhalb des Steins befand sich die Jahreszahl 1546. Beim späteren Ausbau des Steins, im Zuge des Abrisses, wurde auf der Rückseite eine religiöse Darstellung von Heiligenfiguren gefunden, die auf eine vorherige Nutzung des Steins in einem kirchlichen Zusammenhang hinweist. Der im Stil der Renaissance gestaltete Stein wurde geborgen und in das Neue Sudenburger Tor integriert. Nach dem dieses bereits 1896 wieder abgerissen wurde, kam der Stein in das Museum der Stadt Magdeburg.